# Secuencia de Santa Eulalia

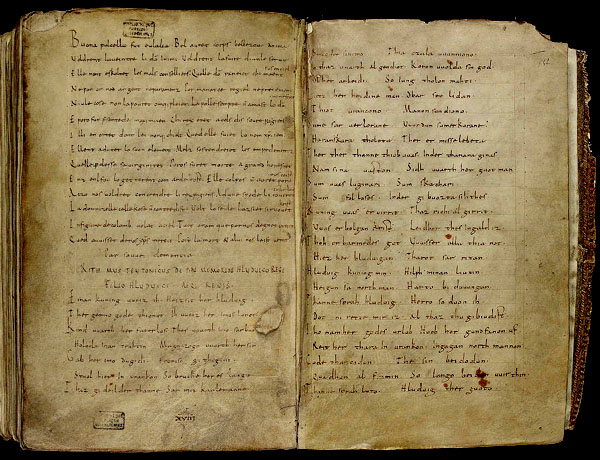
Secuencia de Santa Eulalia

La Secuencia o Cantilena de Santa Eulalia es el primer texto literario escrito en lengua francesa, llamada en el momento de su composición simplemente romance, por oposición al latín, quizá adscribible al género literario-musical de las cantilenas. Data del año 880 u 881 y está contenida en una colección de discursos latinos de San Gregorio. Una secuencia, o poesía rítmica, se cantaba durante la liturgia gregoriana. Avale (ver bibliografía) confirma los trabajos de Bischoff que sitúan la redacción de la obra en una «región hacia Lieja y Aquisgrán». 
Esta secuencia está dedicada a Santa Eulalia de Mérida y se inspira en un himno del poeta hispanolatino cristiano Prudencio, que se puede leer en el Peristephanon.

## El texto
La Secuencia consta de veintinueve versos:

Texto en roman

Buona pulcella fut Eulalia.

Bel auret corps bellezour anima.

Voldrent la ueintre li d[õ] inimi.

Voldrent la faire diaule seruir.

Elle nont eskoltet les mals conselliers.

Quelle d[õ] raneiet chi maent sus en ciel.

Ne por or ned argent ne paramenz.

Por manatce regiel ne preiement.

Niule cose non la pouret omq[ue] pleier.

La polle sempre n[on] amast lo d[õ] menestier.

E por[ ]o fut p[re]sentede maximiien.

Chi rex eret a cels dis soure pagiens.

Il[ ]li enortet dont lei nonq[ue] chielt.

Qued elle fuiet lo nom xp[ist]iien.

Ellent adunet lo suon element

Melz sostendreiet les empedementz.

Quelle p[er]desse sa uirginitet.

Por[ ]os suret morte a grand honestet.

Enz enl fou la getterent com arde tost.

Elle colpes n[on] auret por[ ]o nos coist.

A[ ]czo nos uoldret concreidre li rex pagiens.

Ad une spede li roueret toilir lo chief.

La domnizelle celle kose n[on] contredist.

Volt lo seule lazsier si ruouet krist.

In figure de colomb uolat a ciel.

Tuit oram que por[ ]nos degnet preier.

Qued auuisset de nos xr[istu]s mercit

Post la mort & a[ ]lui nos laist uenir.

Par souue clementia.
Adaptación española*

Buena doncella fue Eulalia.

Un bello cuerpo tenía, más bella aún el alma

Quisieron vencerla los enemigos de Dios,

Quisieron hacerle servir al Diablo.

Ella no escucha a los malos consejeros:

«Que reniegue de Dios, que reina en el cielo!»

Ni por oro, ni plata, ni paramentos,

Por amenaza real ni mediante ruegos :

Nada nunca la consiguió obligar

A no amar siempre el servicio de Dios.

Y por eso fue conducida a Maximiliano,

Que era en aquel entonces el rey de los paganos.

Él le ordena, aunque a ella poco le importa,

Que abandone el nombre cristiano

Ella reúne toda su fuerza:

Antes llevaría cadenas

Que perder su virginidad.

Por ello murió con gran honra

Al fuego la echaron, para que ardiese rápido :

Como culpa no tenía : por eso no se abrasa.

Pero esto no quería creerlo el rey pagano.

Con una espada ordena cortarle la cabeza :

La doncella por esto no protesta,

Quiere dejar este mundo, si así lo ordena Cristo.

En forma de paloma vuela al cielo.

Todos imploramos para que se digne a orar,

Que Cristo tenga piedad de nosotros

Después de la muerte, y que a él nos deje acudir

Por su clemencia.

## La lengua de la Secuencia
El texto está presumiblemente redactado en dialecto picardo-valón. Utiliza artículos: li inimi, lo nom, enl, desconocidos en latín; muestra que ciertas vocales finales del latín son caducas, lo cual se pone de manifiesto en las vacilaciones de grafía (a, e) para los finales femeninos: pulcella/ pulcelle. También es obvio que en el momento de puesta por escrito del texto ya se ha consumado la diptongación de las vocales e,o abiertas latinovulgares: buona< lat. bona.
Desde el punto de vista sintáctico es muy significativa la primera manifestación de condicional romance, sostendreiet.